# Forever (singel BabyMonster)
Forever – utwór nagrany przez południowokoreańską grupę BabyMonster. Został wydany przez YG Entertainment 1 lipca 2024 roku jako singiel przedpremierowy z ich nadchodzącego debiutanckiego albumu studyjnego.

## Historia wydania
24 stycznia 2024 roku założyciel YG Entertainment, Yang Hyun-suk, ogłosił plany wydania minialbumu przez grupę 1 kwietnia, a następnie albumu studyjnego jesienią tego samego roku. W kolejnym ogłoszeniu z 19 maja Yang ujawnił plany wydania singla zapowiadającego nadchodzący album studyjny na początku lipca.
17 czerwca 2024 roku na stronie grupy BabyMonster w mediach społecznościowych ukazała się zapowiedź nowego singla zatytułowana RSVP wraz z datą 1 lipca 2024 roku. Tytuł singla „Forever” ujawniono dzień później. Indywidualne plakaty zostały wydane 24 czerwca, a dzień później opublikowano zapowiedź teledysku do singla. Singiel został wydany cyfrowo 1 lipca wraz z towarzyszącym mu teledyskiem.

## Personel
Na podstawie kredytów Melon:
- BabyMonster – wokal
- Blvsh – teksty
- Sonny – teksty, kompozycja, aranżacja, chórki
- Choice37 – teksty, kompozycja, aranżacja, keyboard, chórki
- Lil G – teksty, kompozycja, chórki
- LP – teksty, kompozycja, aranżacja, keyboard, chórki
- Masta Wu – teksty
- YG – aranżacja

## Notowania
| Lista                                   | Najwyższa pozycja | Źr.    |
| --------------------------------------- | ----------------- | ------ |
| Global Excl. US (Billboard)             | 93                | [ 11 ] |
| Japan (Japan Hot 100)                   | 92                | [ 12 ] |
| Malaysia (Billboard)                    | 12                | [ 13 ] |
| Singapore (RIAS)                        | 28                | [ 14 ] |
| South Korea (Circle)                    | 107               | [ 15 ] |
| South Korea (Billboard)                 | 7                 | [ 16 ] |
| Taiwan (Billboard)                      | 19                | [ 17 ] |
| US World Digital Song Sales (Billboard) | 7                 | [ 18 ] |